# 제47회 베네치아 국제 영화제
제47회 베네치아 국제 영화제는 1990년 9월 4일에 열린 시상식이다. 이탈리아 베니스에서 개최되었다.

## 수상 및 후보

### 황금사자상
- 로센 크란쯔와 길던스턴이 죽다 - 톰 스톱파드 수상

### 은사자상-감독상
- 좋은 친구들 - 마틴 스코세이지 수상

### 심사위원 특별상
- 내 책상 위의 천사 - 제인 캠피온 수상

### OCIC상
- 내 책상 위의 천사 - 제인 캠피온 수상